# Wajid Khan (homme politique canadien)
Wajid Ali Khan (né le 24 avril 1946 à Lahore, au Pakistan) est un homme d'affaires et homme politique canadien. Il a été député à la Chambre des communes du Canada, représentant la circonscription de Mississauga—Streetsville sous la bannière du Parti conservateur du Canada.

## Biographie

### Carrière politique
Khan a d'abord été élu sous la bannière libérale en 2004, devenant avec Yasmin Ratansi le premier député musulman élu pour le Parti libéral. Rahim Jaffer, également député musulman, avait été d'abord élu sous la bannière du Parti réformiste en 1997.  
Le 8 août 2006, il est nommé conseiller spécial du Premier ministre conservateur Stephen Harper pour le Proche-Orient et l'Asie du Sud alors qu'il demeure député libéral. Cette situation crée des tensions au sein du caucus libéral qui est mal à l'aise à l'idée qu'un des leurs collabore avec le premier ministre. À la suite de l'élection du nouveau chef du Parti libéral, Stéphane Dion, celui-ci lance un ultimatum à Khan, lui disant qu'il ne pourra pas simultanément conserver son rôle de conseiller du Premier ministre et demeurer dans le caucus. Le 5 janvier 2007, il quitte le caucus libéral pour joindre les rangs conservateurs.
En 2008, il perd son siège au profit de la libérale Bonnie Crombie.